# Медяник Сергій Сергійович (старший сержант)
Сергій Сергійович Медяник — український військовик, старший сержант, учасник російсько-української війни.

## Нагороди
- Орден «За мужність» III ступеня (4.08.2017) — За особисту мужність і самовіддані дії, виявлені у захисті державного суверенітету та територіальної цілісності України, зразкове виконання військового обов'язку[1].